# Andraž Kirm
Andraž Kirm, född 6 september 1984 i Ljubljana, Jugoslavien (nuvarande Slovenien), är en slovensk fotbollsspelare som sedan 2014 spelar för den cypriotiska klubben AC Omonia. Kirm har också meriter från spel i Sloveniens fotbollslandslag.